# Ficus kofmaniae
Ficus kofmaniae är en mullbärsväxtart som beskrevs av C. C. Berg. Ficus kofmaniae ingår i släktet fikonsläktet, och familjen mullbärsväxter. Inga underarter finns listade i Catalogue of Life.